# Lempäälä
Lempäälä (Lembois en sueco) es un municipio de la región de Pirkanmaa, Finlandia. Se fundó en 1866 y está situado a 23 kilómetros al sur de Tampere. Tiene 22.442 habitantes y un área de 307,06 km². En Lempäälä está situado el Ideapark, un enorme centro comercial.
- Wikimedia Commons alberga una categoría multimedia sobre Lempäälä.

- Datos: Q838821
- Multimedia: Lempäälä / Q838821